# Col. Theodore Roosevelt's Reception
Col. Theodore Roosevelt's Reception è un cortometraggio muto del 1910. Il nome del regista non viene riportato nei credit del film, un documentario incentrato sulla figura di Theodore Roosevelt.

## Produzione
Il film fu prodotto dalla Vitagraph Company of America.

## Distribuzione
Distribuito dalla General Film Company, il film - un cortometraggio di 137 metri - uscì nelle sale cinematografiche statunitensi il 18 giugno 1910.